# Deutsche Leichtathletik-Meisterschaften 1910
Die 13. Deutschen Leichtathletik-Meisterschaften fanden am 28. August 1910 wie schon im Vorjahr mit Ausnahme von zwei Disziplinen (siehe unten) in Frankfurt am Main statt.

## Wettbewerbsprogramm
Folgende Disziplinen kamen neu ins Angebot:
- 200-Meter-Lauf (nach siebenjähriger Unterbrechung)
- 800-Meter-Lauf – Sieger: der US-Amerikaner James Lightbody im Trikot des Berliner SC
- 3000-Meter-Hindernislauf
- Bahngehen
- Lauf über eine deutsche Meile (7500 m) – erste Langstrecke im Meisterschaftsprogramm
Diese Distanz wurde 1919 durch die international üblichere 10.000-Meter-Strecke ersetzt.

Somit wurde die Zahl der Disziplinen innerhalb von zwei Jahren fast verdoppelt.

## Ausgelagerte Disziplin
Das 100-km-Straßengehen wurde am 16. Oktober in Nürnberg ausgetragen.

## Deutscher Marathonlauf
Nach einem Jahr Unterbrechung fand am 13. Juni in Frankfurt am Main auch wieder der Marathonlauf statt, diesmal über die Originaldistanz von 42,195 km. Allerdings gehörte dieser Wettbewerb bis 1924 nicht offiziell zu den Meisterschaftswettbewerben, sondern wurde als „Deutscher Marathonlauf“ unabhängig davon durchgeführt.

## Besonderheiten
Erstmals gab es mehrere Athleten, die ihren im Vorjahr errungenen Meistertitel verteidigen konnten. Bei den vorhergehenden Meisterschaften war dies fast nie der Fall gewesen.

## Medaillengewinner
| Disziplin           | Gold                                   | Leistung       | Silber                               | Leistung      | Bronze                                          | Leistung                           |
| ------------------- | -------------------------------------- | -------------- | ------------------------------------ | ------------- | ----------------------------------------------- | ---------------------------------- |
| 100 m               | Richard Rau (SC Westen 05 Berlin)      | 11,2 s0        | Max Herrmann (Berliner SC)           | 11,4 s0       | Hugo Weiker (Preußen Duisburg)                  | 11,6 s0                            |
| 200 m               | Richard Rau (SC Westen 05 Berlin)      | 22,4 s0        | Max Herrmann (Berliner SC)           | 22,5 s0       | Heinrich Wenseler (Wormatia Worms)              | 23,0 s0                            |
| 400 m               | Hanns Braun (Münchner SC)              | 49,2 s0        | Jakob Person (Straßburger FV)        | 52,6 s0       | Heinrich Wenseler (Wormatia Worms)              | 53,4 s0                            |
| 800 m               | James Lightbody – USA (Berliner SC)    | 2:02,7 min     | Paul Grebner (Eintracht Hannover)    | 2:03,3 min    | Albert Charpentier (Straßburger FV)             | 2:03,8 min                         |
| 1500 m              | James Lightbody – USA (Berliner SC)    | 4:12,4 min     | Erwin von Sigel (BFC Preussen)       | 4:14,1 min    | George Zimmer (Hamburger FC 1888)               |                                    |
| 7500 m              | Josef Stoiber (SC Franken Nürnberg)    | 24:23,7 min    | Wilhelm Seegers (Eintracht Hannover) | 24:44,5 min   | Richard Heinzenburg (SC Charlottenburg)         | 25:18,6 min                        |
| Marathon 42.195 m   | Julius Rieß (Berliner Sport-Club)      | 2:49:13,8 h00  | Max Wils (ASC Marathon Berlin)       | 2:49:35,4 h00 | Johannes Christensen – Dänemark (Københavns FF) | 2:56:09,6 h00                      |
| 110 m Hürden        | Arthur Schmidt (SC Westen 05 Berlin)   | 17,0 s0        | Emil Sprick (Preußen Duisburg)       |               | Karl Kaiser (FSV Frankfurt)                     |                                    |
| 3000 m Hindernis    | Paul Seyffert (Charlottenburger SC 02) | 10:27,4 min    | F. Blansch (Frankfurter Kickers)     | 10:58,0 min   | Die restlichen Athleten gaben auf.              | Die restlichen Athleten gaben auf. |
| 3000-m- Bahngehen   | Hermann Müller (TiB Berlin)            | 13:11,0 min    | Paul Gunia (SC Teutonia 99 Berlin)   | 13:17,6 min   | Wilhelm Schmidt (1. FC Nürnberg)                |                                    |
| 100-km-Straßengehen | Carl Brockmann (SC Westend 05 Berlin)  | 10:39:21,4 h00 | Wilhelm Schmidt (1. FC Nürnberg)     | 10:59:00 h000 | Handwerker (FC Phönix Ludwigshafen)             | 11:41:00 h000                      |
| Hochsprung          | Robert Pasemann (Kieler FV 1900)       | 1,75 m         | Missotti Böhn (Victoria Mannheim)    | 1,70 m        | Otto Mühl (Mainzer TV von 1817)                 | 1,70 m                             |
| Stabhochsprung      | Robert Pasemann (Kieler FV 1900)       | 3,44 m         | Otto Mühl (Mainzer TV v. 1817)       | 3,29 m        | Walter Reiff (FFC Germania)                     | 3,24 m                             |
| Weitsprung          | Albert Weinstein (Berliner SC)         | 6,83 m         | Hugo Weiker (Preußen Duisburg)       | 6,80 m        | Robert Pasemann (Kieler FV 1900)                | 6,76 m                             |
| Kugelstoßen         | Josef Otto (Darmstädter SC 1905)       | 12,21 m        | Alex Abraham (SC Komet Berlin)       | 11,45 m       | Peter Rheindorf (Duisburger SV 1900)            | 10,57 m                            |
| Diskuswurf          | Josef Otto (Darmstädter SC 1905)       | 37,68 m        | Josef Waitzer (TV München 1860)      | 36,52 m       | Emil Welz (Berliner SC)                         | 36,52 m                            |